# 九品寺 (大阪市)
九品寺（くほんじ）は、大阪府大阪市北区同心に位置する浄土宗の寺院である。山号は増輝山。本尊は阿弥陀如来。

## 歴史
天正11年（1583年）に念誉曲宗によって創建。
境内には江戸時代中期の儒学者で、大坂における儒学の先駆者といわれる五井持軒の墓がある。

## 墓所
- 五井持軒 - 儒学者

## 交通
- JR「天満駅」より徒歩で約10分。